# 起始點識別複合物

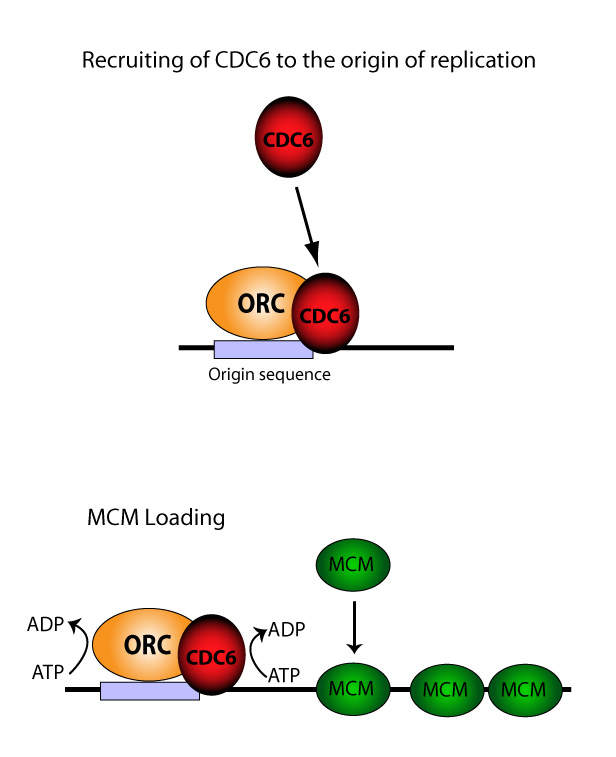
CDC6在DNA複製起始中可能發揮的作用

在分子生物學中，起始點識別複合物（origin recognition complex, ORC）是指一種真核生物體內的含有多個亞基、與DNA結合的複合物。它與DNA通過一種ATP依賴性的方式相連，使得DNA複製得以啓動。該複合物的幾個亞基分別由ORC1、ORC2、ORC3、ORC4、ORC5、ORC6基因編碼。起始點識別複合物不僅在真核生物DNA複製期間存在，在整個細胞週期的其餘時段也與複製起點結合。起始點識別複合物對DNA複製的啓動來說不可或缺。與複製起點結合的起始點識別複合物使得複製前複合物（pre-replication complex, pre-RC）得以組裝。複製前複合物的組分包括Cdc6、Tah11(亦稱Cdt1），以及MCM2-MCM7複合物。複製前複合物在G1期的組裝對於S期的DNA複製前的DNA複製許可至關重要。不經過許可，DNA複製就無法進行。週期素依賴性蛋白激酶Cdc28能磷酸化Orc2、Orc6、Cdc6，以調節DNA複製的起始（包括封鎖G2/M期的複製再啓動），進而達到調節細胞週期的目的。
在酵母細胞中，起始點識別複合物亦參與交配型相關的基因位點HML和HMR的沉默。起始點識別複合物參與HML、HMR位點的染色質組裝，讓Sirl沉默蛋白裝入染色質中，使得這兩個位點沉默。
Orc1以及Orc5這兩個起始點識別複合物的亞基均與ATP結合，不過只有Orc1具有ATP酶活性。Orc1與ATP的結合使起始點識別複合物得以與DNA結合，對細胞的生存至關重要。另外，Orc1的ATP酶活性亦與複製前複合物的生成有關。而Orc5與ATP的結合則使得起始點識別複合物能作爲一個整體穩定存在。只有Orc1到Orc5這5個亞基對複合物與複製起點的結合是必需的。Orc6則能使複製前複合物在合成之後能穩定存在。對起始點識別複合物內部的相互作用的研究表明，Orc2、Orc3、Orc6可能組成了複合物的核心部分。

## 拓展閱讀
- Stephen P. Bell and Anindya Dutta, DNA REPLICATION IN EUKARYOTIC CELLS, Annual Review of Biochemistry, 2002. doi:10.1146/annurev.biochem.71.110601.135425. A comprehensive review of molecular DNA replication.

此条目包含有源于Pfam以及InterPro的属于公有领域的文本 IPR007220
此条目包含有源于Pfam以及InterPro的属于公有领域的文本 IPR010748
此条目包含有源于Pfam以及InterPro的属于公有领域的文本 IPR008721